# Маркграфський оперний театр
Маркграфський оперний театр (нім. Markgräfliches Opernhaus) — бароковий оперний театр у місті Байройт, Німеччина, побудований між 1745 і 1750 роками. Це один з небагатьох збережених у Європі театрів того періоду і був широко відреставрований. 30 червня 2012 року оперний театр був внесений до списку Світової спадщини ЮНЕСКО.

## Історія
Він був побудований за планами французького архітектора Жозефа Сен-П'єра (бл. 1709—1754), придворним будівничим маркґрафа Гогенцоллерн Фрідріха Бранденбурзько-Байройтського та його дружини принцеси Вільгельміни Прусської. Він був урочисто відкритий із нагоди одруження їхньої дочки Елізабет Фредеріки Софі з герцогом Вюртемберзьким Карлом Ойгеном.

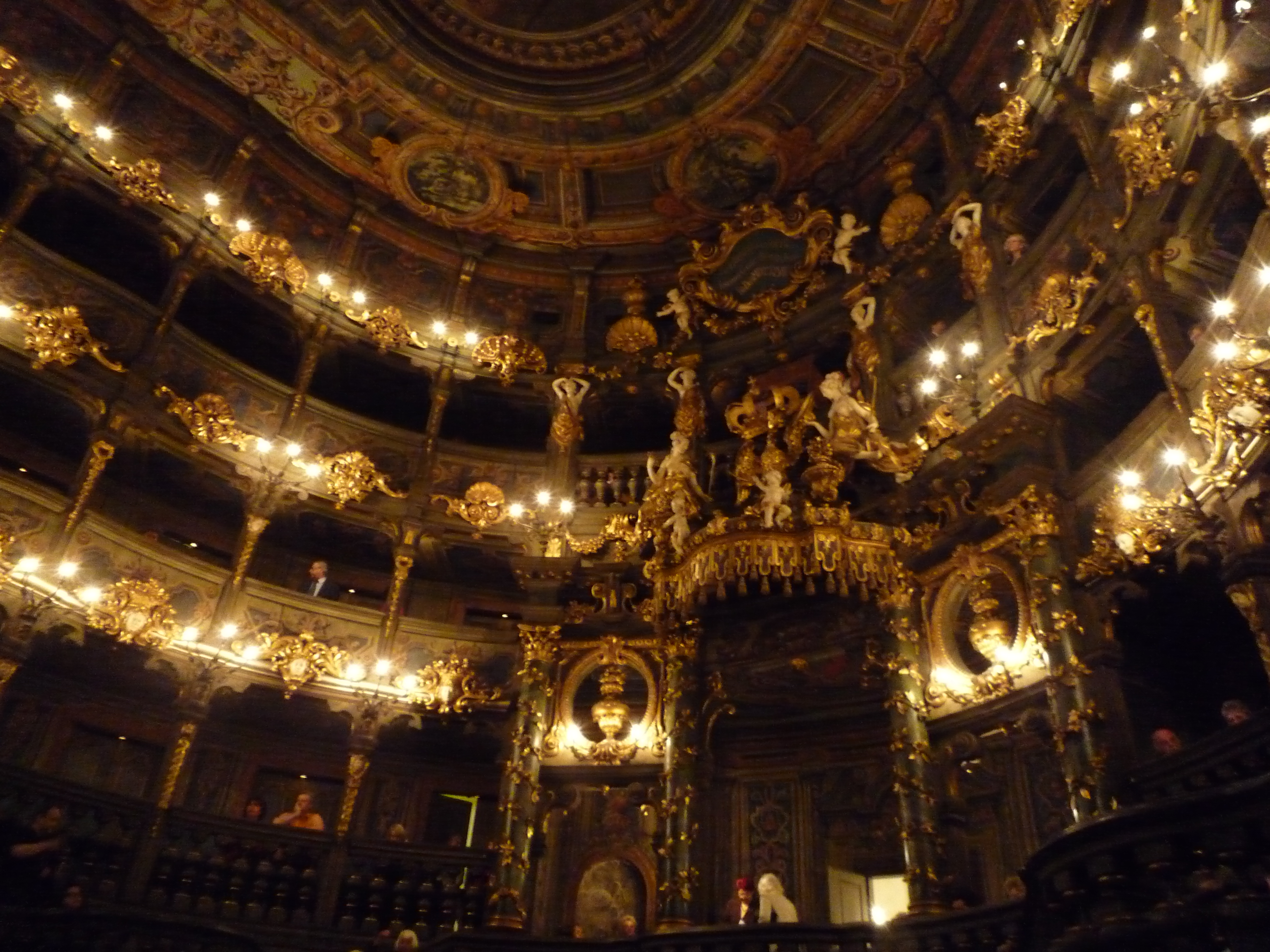
Інтер'єр

Дерев'яний інтер'єр був розроблений Джузеппе Галлі Бібієною (1696—1757) та його сином Карло з Болоньї в італійському стилі пізнього бароко. Театр ложі повністю збережений у своєму первісному стані, за винятком завіси, яку забрали війська Наполеона під час їхнього походу в російській кампанії 1812 року. Принц-ложа рідко використовувався художньо налаштованою маркгравіальною парою, яка вважала за краще місце в першому ряду.
Принцеса Вільгельміна, старша сестра прусського короля Фрідріха Великого, заснувала маркграфський театр у 1737 році. У новому оперному театрі вона брала участь як композитор оперних творів і Зинґшпіле, а також актор і режисер. Сьогодні вона являє звукову та світлу презентацію для туристів. Після її смерті в 1758 році вистави припинилися і будівля вийшла з ладу, що стало однією з причин її гарного стану збереження.
Понад сто років потому велика глибина сцени — 27 метрів (89 фут) приваблює композитора Ріхарда Вагнера, який у 1872 р. обрав Байройт центром фестивалів і звів Фестшпільхаус на північ від міста. Церемонія закладки фундаменту була проведена 22 травня, на день народження Вагнера, і включала виконання симфонії № 9 Бетховена під орудою маестро.
Частини біографічного фільму про Фарінеллі 1994 року були зняті в Оперному театрі. До 2009 року театр був місцем проведення щорічного фестивалю Остер Байройтер. Щороку з 2000 по 2009 рік у театрі також проходив фестиваль бароко Байройт із виставами ранніх оперних раритетів. Фестиваль 2009 року включав вистави театралізованої вечірки Андреа Бернасконі L'Huomo до лібрето маркграфіни Вільгельміни.
Театр був закритий у жовтні 2012 року для капітального ремонту та перебудови, і знову відкрився 12 квітня 2018 року.